# Vadim Milov
Vadim Milov (sinh 1 tháng 8 năm 1972 tại Ufa) là một đại kiện tướng cờ vua Thụy Sĩ gốc Nga.
Sau khi Liên Xô sụp đổ, ông chuyển tới Israel năm 1992, sau đó định cư tại Thụy Sĩ từ năm 1996.
Thành tích nổi bật nhất của ông là đồng điểm vô địch giải Biel năm 1996 cùng với vua cờ Karpov, tuy nhiên xếp thứ hai sau khi xét hệ số phụ, xếp trên nhiều kỳ thủ danh tiếng như Ehlvest, Andersson, Portisch...
Ông vô địch Giải cờ vua Úc mở rộng năm 1999, được tổ chức ở Sunshine Coast.
Trong thập niên 2000, những thành tích ông đạt được có đồng điểm vô địch các giải Aeroflot 2002 (đồng điểm với 4 kỳ thủ khác, kém hệ số phụ nhà vô địch Kaidanov), Santo Domingo 2003, Geneva 2004, Giải cờ vua Mỹ mở rộng 2005 và Gibraltar 2009 (thua Svidler ở play-off). Ông cũng vô địch giải cờ nhanh đảo Corse 2005 khi thắng Anand ở chung kết.
Milov hiện là đương kim vô địch quốc gia sau khi giành ngôi vô địch Giải vô địch cờ vua Thụy Sĩ 2015, thắng Kosteniuk 1½-½ bằng cờ nhanh ở trận playoff.
Ông hai lần tham dự Olympiad cờ vua.
- Năm 1994, ngồi bàn dự bị hai, tại Olympiad cờ vua lần thứ 31 ở Moskva (+4 –1 =4) cho Israel;
- Năm 2000, ngồi bàn hai tại Olympiad cờ vua lần thứ 34 ở Istanbul (+3 –2 =7) cho Thụy Sĩ.